# Albert Warren Tillinghast
Albert Warren Tillinghast (* 7. Mai 1874 in Philadelphia; † 19. Mai 1942 in Toledo, Ohio) war ein US-amerikanischer Golfarchitekt. Er gilt als einer der Hauptvertreter des goldenen Zeitalters der Golfarchitektur.

## Leben und Werk

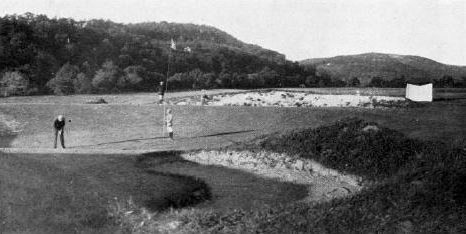
Das Punchbowl-Grün (Loch 12) von Shawnee-on-the-Delaware, 1914.

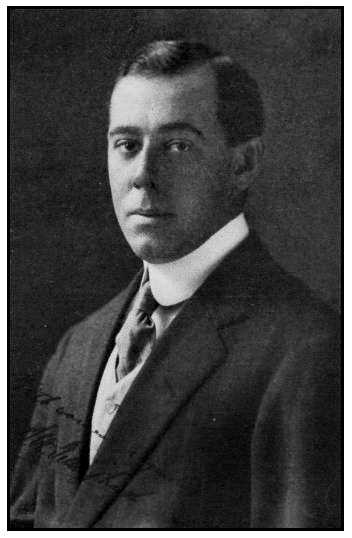
A. W. Tillinghast, 1909.

Wie Charles Blair Macdonald vor ihm war auch der aus wohlhabenden Verhältnissen kommende A. W. Tillinghast, genannt Tillie, ein Schüler von Old Tom Morris. Von 1896 bis 1901 unternahm er mehrere Studienreisen nach St Andrews und nahm regelmäßig an hochkarätigen Amateurturnieren teil. 1909 bekam er von Freunden den Auftrag in Shawnee-on-the-Delaware einen Platz zu bauen, was zur Folge hatte, dass er fortan hauptberuflich als Golfarchitekt arbeitete.
Einen hohen Bekanntheitsgrad in der Golfszene erreichte er auch durch seine journalistische Arbeit. Er schrieb ab spätestens 1899 regelmäßig für diverse Zeitschriften wie etwa den von Walter Travis herausgegebenen American Golfer, dort häufig unter dem Pseudonym Hazard, oder auch Tageszeitungen wie den Philadelphia Record. Viele seiner Essays erschienen später auch gesammelt in Buchform, außerdem veröffentlichte er eine Reihe von Erzählungen, die sich mit dem Thema Golf beschäftigten.
Als Golfarchitekt war er besonders in den 1920er Jahren gut im Geschäft, so dass er einen luxuriösen Lebensstil pflegen konnte. Nach der Weltwirtschaftskrise war seine Karriere allerdings mangels Aufträgen praktisch beendet und auch seine gesundheitlichen Probleme – er war Alkoholiker – nahmen zu. Zunächst arbeitete er noch als mobiler Repräsentant für die PGA of America, dabei beriet er Golfplatzbetreiber im Hinblick auf kostensenkende Maßnahmen. Ironischerweise litten sogar einige von ihm selbst entworfene Golfplätze unter seinen Empfehlungen und verloren beispielsweise eine Reihe von Bunkern.
Später konnte er sich noch eine Weile als Antiquitätenhändler in Hollywood über Wasser halten, da er in der Zeit seines Reichtums eine große Sammlung aufgebaut hatte. Außerdem hatte er von seinem Vater eine erfolgreiche Firma für Gummiwaren geerbt, um die er sich zwar kaum kümmerte, die ihm aber trotzdem ein regelmäßiges Grundeinkommen einbrachte. Letztendlich gelang es ihm auch noch das Trinken einzustellen, seinen vorherigen beruflichen und finanziellen Status erreichte er allerdings nicht mehr.
Insgesamt stehen für Tillinghast um die 70 Entwürfe und nochmal so viele Redesigns zu Buche. Zu seinen bekanntesten Plätzen gehören der San Francisco Golf Club (1915), Brackenridge (1916), Somerset Hills (1917), Essex County (New Jersey, 1918), Brook Hollow (1921), Baltusrol (1922), Philadelphia Cricket Club (1922), Winged Foot East & West (1923), Baltimore (Five Farms East, 1926), Quaker Ridge (1926), Ridgewood (1929) und Bethpage Black (1936). Viele seiner Plätze können noch heute für bedeutende Turniere verwendet werden, da Tillinghast die technologische Fortentwicklung, die zu immer größeren Schlaglängen führte, vorhersah. Er achtete von Anfang an darauf seine Spielbahnen so anzulegen, dass sie später problemlos verlängert werden konnten.
Seine Arbeitsweise war ungewöhnlich für das goldene Zeitalter, das ja insgesamt eine Professionalisierung des Berufsstandes erbrachte. Tillinghast fertigte hingegen keine allzu aufwändigen Pläne an, sondern setzte eher auf spontane Inspiration während der Bauphase. Diese informelle Arbeitsweise führte dazu, dass seine Golfplätze keinen formulaischen Charakter bekamen, sondern individuell sehr verschieden ausfielen. In San Francisco beispielsweise unterstrich er den expansiven Charakter des Geländes durch entsprechend ausladende Fairways, monumentale Bunker (bis zu 2,50 Meter tief) und riesige Grüns. Winged Foot hingegen hat kleine Grüns, steile Bunker und kleinteilig ondulierte Fairways. In seinen Veröffentlichungen betonte Tillinghast immer wieder wie wichtig es sei, dass ein Loch nicht nur strategisch interessant, sondern auch optisch ansprechend gestaltet ist.
Im Oktober 2014 wurde seine postume Aufnahme in die World Golf Hall of Fame für 2015 angekündigt.